# هوشنگ آزادی‌ور
هوشنگ آزادی‌ور (زاده ۲۳ اسفند ۱۳۲۱ - درگذشته ۹ اردیبهشت ۱۳۹۷) شاعر، مترجم و مستندساز ایرانی بود. آزادی‌ور دانش‌آموخته مدرسه عالی سینما و دانشگاه ییل امریکا بود. گل قالی و خاویار، مروارید سیاه از آثار او در مقام مستندساز است. او از شاعران «شعر دیگر» و مترجمی چیره‌دست بود و از  مهم‌ترین ترجمه هایش می توان به رومئو ژولیت شکسپیر و تاریخ تئاتر جهان اسکار گ. براکت و تاریخ سینمای جهان، دیوید کوک اشاره کرد  .

## زندگی حرفه‌ای

### پیش از انقلاب
هوشنگ آزادی‌ور سال ۱۳۲۱ در تهران به دنیا آمد. او در کودکی با خواندن تصنیف‌های منتشر شده و پیگیری معانی آن‌ها با شعر آشنا شد و در سال نوجوانی شعرهایی را در مطبوعات چاپ کرد. پس از گرفتن دیپلم، خدمت سربازی را در سپاه دانش در یکی از روستاهای ایران گذراند. در این دوره با هوشنگ چالنگی آشنا شد. در بازگشت به تهران با رفت‌وآمد به «کافه تهران پلاس» با منوچهر شفیانی آشنا شد. نخستین مجموعه شعر او در سال ۱۳۵۰ با نام «پنج آواز برای ذوالجناح» منتشر شد. بیشتر شهرت آزادی‌ور در شعر، به دلیل همراهی او با جریان «شعر دیگر» و امضای بیانیه «شعر حجم» در سال ۱۳۴۸ با همراهی دیگر شاعرانی چون یدالله رؤیایی، پرویز اسلام‌پور و بهرام اردبیلی بود. آزادی‌ور دربارهٔ جریان «شعر دیگر» گفته بود: «جریان «شعر دیگر» حاصل جمع شدن ما گرد یکدیگر بود، جمعی که اساسنامه نداشت و به دنبال اساسنامه هم نبود.»
پس از پایان سربازی، در انتشارات فرانکلین ابتدا به عنوان نسخه‌خوان و سپس به عنوان ویراستار فعالیت کرد. مدت کوتاهی پس از آن وارد مدرسه عالی تلویزیون و سینما شد و با گرفتن مدرک کارشناسی سینما در میانه دهه ۱۳۴۰ خورشیدی به استخدام سازمان رادیو تلویزیون ملی ایران درآمد.
وی در دوران فعالیت خود در تلویزیون ملی ایران به ساخت مستندهای مردم‌شناسانه و آموزشی پرداخت. از جمله این آثار «آندره مالرو و تمدن ایران در موزه لوور»، «عاشورا در روستای دوان»، «قالیشویان»، «موزه تاریخ طبیعی»، «دکتر قریب»، «عید قربان» و «مهاجرین جنگ» از جمله مستندهای او هستند. پرآوازه‌ترین مستند او «گلِ قالی» (۱۳۵۳) است که در جشنواره‌های خارج از ایران نیز جایزه‌ای را به دست آورد.
گویندگی برای فیلم‌های مستند ساخته دیگر کارگردانان مانند «تهران ،چند  درجه ریشتر» ساخته پیروز کلانتری و «بازارهای ایران» ساخته کیوان کیانی و فیلم‌های داستانی «بلور تار»، «مکان اخلاق» و «استراحتگاه» و "می خواهم برقصم" بهمن فرمان آرا  از دیگر فعالیت‌های حرفه‌ای آزادی‌ور هستند.
آزادی‌ور در سال‌های پیش از انقلاب ۱۳۵۷ ایران برای آموزش شیوه تولید فیلم در استودیو، به فرانسه اعزام شد و پس از یک سال به ایران بازگشت و به تئاتر روی آورد. او می‌گوید: «من اولین بار تئاتر را از طریق آربی اوانسیان شناختم.» وی در«کارگاه نمایش» (تأسیس ۱۳۴۸ توسط اوانسیان) دو نمایش «شب افسون شده» نوشته اسلاومیر مروژک و «شب جنایتکاران» از خوزه تریانا نمایشنامه‌ نویس کوبایی را کارگردانی کرد. هر دو این آثار ترجمه خود او بودند که و بعدها منتشر شدند. در دوران کار در کارگاه نمایش، به سفارش کانون پرورش فکری کودکان و نوجوان او جزوه‌ای را بر اساس کتاب «بدیهه‌سازی در تئاتر» نوشته ویولا اسپولین تهیه کرد که از سال ۱۳۵۰ در مراکز کانون در شهرستان‌ها تدریس می‌شد.
در سال ۱۳۵۴ آزادی‌ور با دریافت بورس تحصیلی از تلویزیون ملی ایران، برای تحصیل در رشته سینما به   دانشگاه ییل در آمریکا رفت. وی در آمریکا وقت خود را به دیدن تئاتر می‌گذراند. او در سال ۱۳۵۸ با مدرک کارشناسی ارشد به ایران بازگشت و به همکاری با تلویزیون ادامه داد.

### پس از انقلاب
در سال ۱۳۶۲ مجموعه تلویزیونی قصه‌ای به‌نام دارو پخش شده از شبکه یک تلویزیون ایران را کارگردانی کرد. از دیگر فعالیت‌های او در این سال ترجمه کتاب «تاریخ تئاتر جهان» نوشته اسکار گ. بروکت بود.
ترجمه «باغ‌وحش شیشه‌ای» و «اتوبوسی به نام هوس» نوشته تنسی ویلیامز، «کوروس» نمایشنامه نیکوس کازانتزاکیس (۱۳۵۳)، نمایشنامه «رومئو و ژولیت» اثر ویلیام شکسپیر (۱۳۷۲) و «راهنمای آثار شکسپیر» نوشته جان گوردون (۱۳۸۰) از دیگر ترجمه‌های آزادی‌ور در زمینه تئاتر هستند. او دلیل خود را برای ترجمه دوباره نمایشنامه‌های شکسپیر جنبه ادبی داشتن ترجمه‌های موجود و نه نمایشی آن‌ها بیان می‌کرد. ترجمه دو جلدی «تاریخ سینمای جهان» نوشته دیوید کوک (جلد اول ۱۳۸۰ و جلد دوم ۱۳۸۲) تلاش او برای جبران کم‌کاری در ساختن فیلم سینمایی بودند.
در طی سال‌ها آزادی‌ور مقالاتی را دربارهٔ سینما و تئاتر در نشریات هنری می‌نوشت یا ترجمه می‌کرد. مدتی نیز در دانشکده‌های هنر تهران و اصفهان «مبانی نمایشنامه‌نویسی» تدریس می‌کرد. در سال ۱۳۷۹ کتاب «ب‍دی‍ه‍ه‌س‍ازی: ش‍ی‍وه ب‍ی‍ان ه‍ن‍ری در ای‍ران» در پ‍ژوه‍ش دربارهٔ ه‍ن‍ر س‍ن‍ت‍ی ای‍ران‍ی و اس‍لام‍ی نوشت.
در سال ۱۳۸۰ در مقام عضویت در هیئت بازخوانی متون جشنواره تئاتر فجر مشکل تئاتر را «بازنبودن دست نویسنده برای نوشتن»، «نداشتن یک تعریف روشن از ممیزی» و «دولتی بودن تئاتر» دانست.
مجموعه شعر دوم او به نام «هر قلبی که می‌تپد عاشق نیست شاید فقط پمپ خون باشد» از سوی رسانه‌ها به عنوان یکی از کتاب‌های پرفروش دی ۱۳۹۴ سال معرفی شد.

## فیلم‌شناسی
| عنوان                                 | سال انتشار | سمت      | توضیح                     | منبع        |
| ------------------------------------- | ---------- | -------- | ------------------------- | ----------- |
| آندره مالرو و تمدن ایران در موزه لوور | ۱۳۵۴       | کارگردان | فیلم مستند                | [ ۶ ] [ ۷ ] |
| قصه‌ای به‌نام دارو                      | ۱۳۶۲       | کارگردان | مجموعه تلویزیونی          |             |
| گلِ قالی                               | ۱۳۶۳       | کارگردان | فیلم مستند                | [ ۸ ]       |
| مهاجرین جنگ                           | ۱۳۶۰       | کارگردان | فیلم مستند                |             |
| خاویار مروارید سیاه                   | ۱۳۶۶       | کارگردان | فیلم مسنتد                |             |
| مش صفر                                | ۱۳۶۸       | کارگردان | زندگینامه منوچهر صفر زاده |             |
| جلیل ضیاء پور                         | ۱۳۶۸       | کارگردان | فیلم مستند                |             |
| پرفسور شمس                            | ۱۳۷۳       | کارگردان | فیلم مستند زندگینامه      |             |
| شاگرد عشق                             | ۱۳۷۶       | کارگردان | فیلم داستانی              |             |

### ترجمه
- ک‍ازان‍ت‍زاک‍ی‍س، ن‍ی‍ک‍وس. کورس. تهران: آگاه، ۱۳۵۶.
- ت‍ری‍ان‍ا، خ‍وزه. شب جنایت‌کاران. ب‍رگ‍ردان ع‍دن‍ان غ‍ری‍ف‍ی، ه‍وش‍ن‍گ آزادی‌ور. [تهران]: سازمان تلویزیون ملی ایران، کارگاه نمایش، ۱۳۵۳.
- ل‍وی‍س، راب. گ‍وس‍ف‍ن‍دی ک‍ه‍. خ‍ی‍ل‍ی ک‍وچ‍ک ب‍ود. ت‍ه‍ران: ک‍ان‍ون پ‍رورش ف‍ک‍ری ک‍ودک‍ان و ن‍وج‍وان‍ان، ۱۳۷۶. شابک ‎۹۶۴-۴۳۲-۰۴۹-۲
- ش‍ک‍س‍پ‍ی‍ر، وی‍ل‍ی‍ام. رومئو و ژولیت. تهران: رشدیه، ۱۳۹۵. شابک ‎۹۷۸-۶۰۰-۹۱۶۸۵-۷-۶
- گ‍ودوی‍ن، ج‍ان. راه‍ن‍م‍ای ک‍وچ‍ک ن‍م‍ای‍ش‍ن‍ام‍ه‌ه‍ای ش‍ک‍س‍پ‍ی‍ر. ت‍ه‍ران: م‍ه‍راز، ۱۳۸۰. شابک ‎۹۶۴-۹۲۷۲۶-۱-۵
- ک‍وک، دی‍وی‍د. ت‍اری‍خ ج‍ام‍ع س‍ی‍ن‍م‍ای ج‍ه‍ان. ت‍ه‍ران: ن‍ش‍ر چ‍ش‍م‍ه، [۱۳]. شابک ‎۹۷۸-۹۶۴-۳۶۲-۰۵۴-۷
- ب‍راک‍ت، اس‍ک‍ار گ‍راس. ت‍اری‍خ ت‍ئ‍ات‍ر ج‍ه‍ان. ت‍ه‍ران: م‍رواری‍د، ۱۳۷۵.

### تألیف
- هر قلبی که می‌تپد عاشق نیست شاید فقط پمپ خون باشد: پنج آواز برای ذولجناح و شعرهای دیگر. تهران: رشدیه، ۱۳۹۴. شابک ‎۹۷۸-۶۰۰-۹۱۶۸۵-۴-۵
- ب‍دی‍ه‍ه‌س‍ازی: ش‍ی‍وه ب‍ی‍ان ه‍ن‍ری در ای‍ران: پ‍ژوه‍ش‍ی در م‍ب‍ان‍ی ه‍ن‍ر س‍ن‍ت‍ی ای‍ران‍ی و اس‍لام‍ی. ت‍ه‍ران: م‍وس‍س‍ه ف‍ره‍ن‍گ‍ی ان‍ت‍ش‍ارات‍ی ت‍ب‍ی‍ان، ۱۳۷۹. شابک ‎۹۶۴-۶۶۸۰-۰۸-۹